# Дадажонов, Шавкат Дадажонович
Шавкат Дадажонов (узб. Шавкат Дадажонов) (род. (1941) — артист Ошского Государственного академического узбекского музыкально-драматического театра имени Бобура, Народный артист Киргизстана (1999), внёс большой вклад в развитие культуры и искусства Кыргызстана.

## Биография
Шавкат Дадажанов родился 10 мая 1941 года в городе Ош в семье артистов театра. В 1950 году в 9 летнем возрасте принят на работу в Ошский узбекский театр имени Кирова. Он достойно представлял династию артистов Дадажановых. За время работы в театре показал себя как эрудированный музыкант, концертмейстер и талантливый актёр с яркими дарованиями. Сыгранные им более 80 ролей оставляют глубокие впечатления у поклонников искусства. Особо следует отметить сыгранные им роли в спектаклях «Скорпион из алтаря» Султонали, «Зебунисо» Шохжахон, «Семетей — сын Манаса» Бакай, «Нодира» Кораходжа, «Семург» министр и другие.
Шавкат Дадажонов практически вырос в театре. Ведь его родители всю жизнь работали здесь. Отец — Дадажан Каюмов работал в театральной труппе с 1927 года по 1967 год. Сыграл десятки ведущих ролей. Шавкат Дадажанов с 14 лет начал играть на национальном узбекском инструменте доира (бубне) и добился блестящих успехов. В 1957 году 16 — летний юноша участвует на VI Всемирном фестивале молодёжи и студентов и становится лауреатом. 5 июля 1974 года Верховный Совет Узбекской ССР присваивает ему звание заслуженный артист Узбекской ССР. Творчество Шавката Дадажанова многогранно. Он музыкант, композитор и актёр. Он награждён многочисленными грамотами, медалями, удостоен премий министерств культуры Киргизстана и Узбекистана. За самоотверженный труд и заслуги в развитии театрального искусства республики ему в 1990 году присвоено почётное звание заслуженного артиста Киргизской ССР, а 9 ноября 1999 года звание народного артиста Киргизской Республики.

## Театральные работы
- «Скорпион из алтаря» — Султонали
- «Зебунисо» — Шохжахон
- «Семетей — сын Манаса» — Бакай
- «Нодира» — Кораходжа
- «Семург» — министр.

## Награды
- Народный артист Киргизстана (1999 год)
- Заслуженный артист Киргизской ССР (1990 год)
- Заслуженный артист Узбекской ССР (1974 год)
- Почётная грамота Президиума Верховного Совета Киргизской ССР
- Почётная грамота Министерства культуры Киргизской ССР